# Карловы Вары
Карловы Вары, или Ка́рлови-Ва́ри (чеш. Karlovy Vary), ранее — Карлсбад (нем. Karlsbad, «купальня Карла») — курортный статутный город в Чешской Республике, расположенный на западе исторической области Богемия в месте слияния рек Огрже, Ролава и Тепла. Назван в честь Карла IV Люксембургского. Население 49 043 человека (по состоянию на 2023 год). С 2021 года включён в Список Всемирного наследия ЮНЕСКО в категорию Великие курортные города Европы.
Карловы Вары считаются курортом, в городе расположено множество горячих источников минеральной воды, обладающей целебными свойствами. На поверхность выходят 16 основных целебных источников, сходных по химическому составу, но имеющих разное содержание углекислого газа и температуру от 11,9 до 72 градусов Цельсия. Всего же зарегистрирован 81 источник воды. Здесь, кроме прочих, развиты фарфоровая и пищевая промышленность. Это самый посещаемый чешский курортный город.

## История

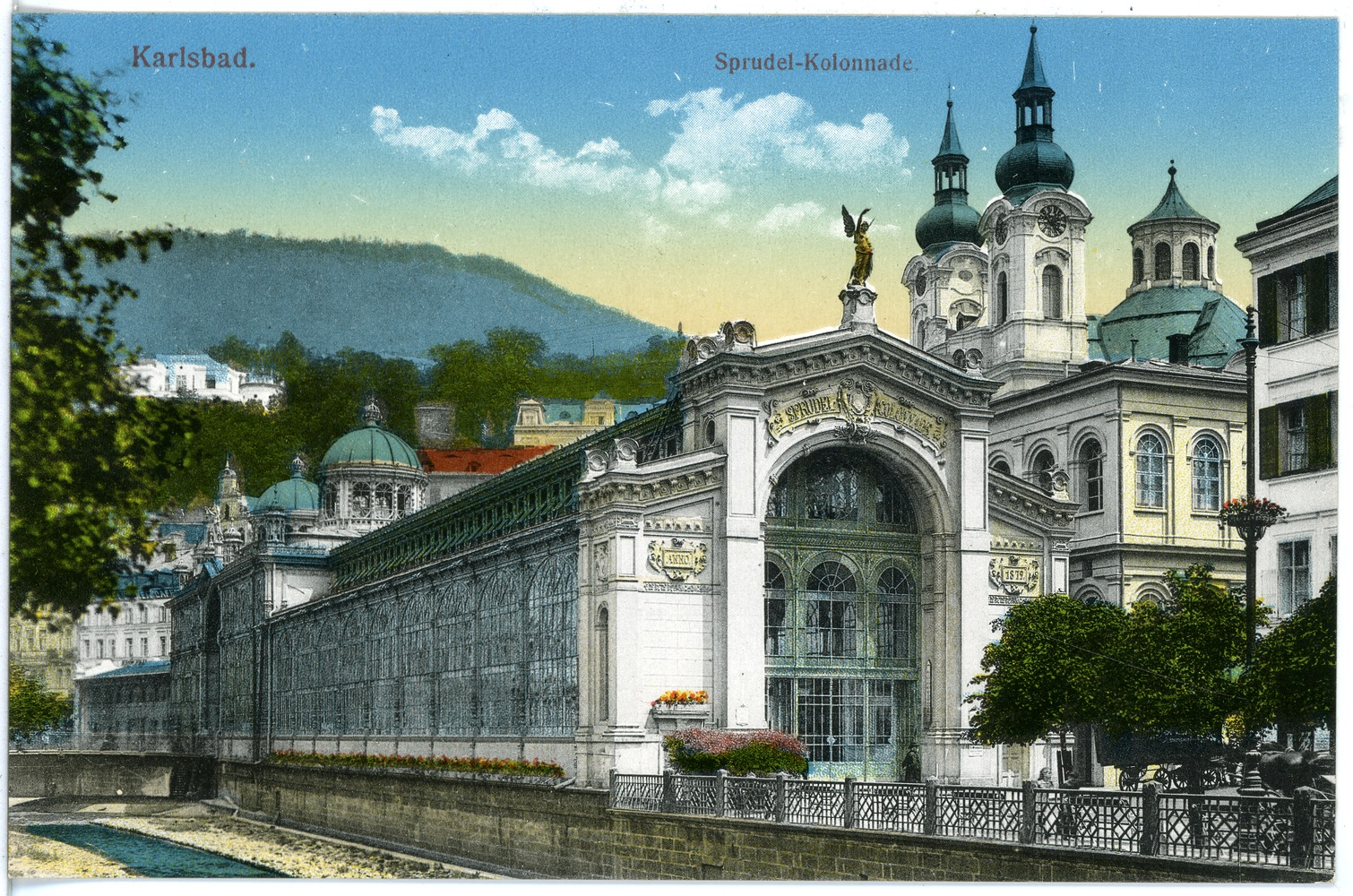
Колоннада Вржидло, 1915 год

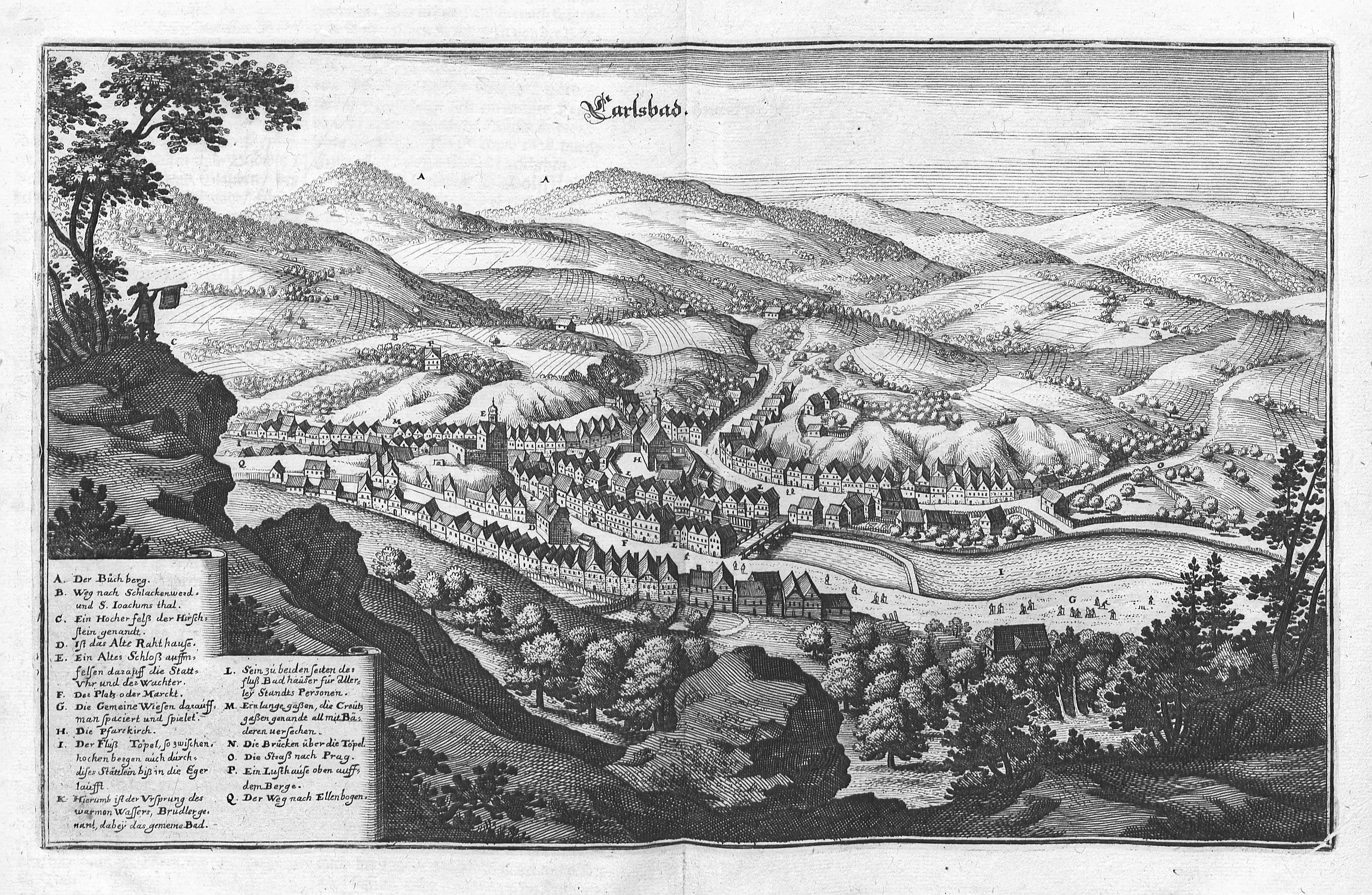
Карловы Вары, картина Matthäuse Meriana в работе Топография Богемии, Моравия и Селезия

Точная дата основания города неизвестна. Место, на котором возник центр Карловых Вар, долгое время оставалось вне интереса населения. Крутые склоны и неподходящие климатические условия горных источников не обеспечивали надлежащих условий для выращивания сельскохозяйственных культур. В Драховицах было найдено древнее укреплённое поселение эпохи позднего бронзового века. Преимущественно немецкоязычное население жило в непосредственной близости от этого места ещё в XIII веке и, должно быть, знало о лечебных эффектах термальных источников. В 1325 году упоминается деревня Обора, расположенная на территории современного города. Считается, что небольшой курортный посёлок у современных Карловых Вар был основан около 1349 года.

### Легенда о создании
Легенда об основании Карловых Вар, записанная в 1571 году доктором Фабианом Зиммером, гласит о случае с охотничьей собакой в 70-х годах XIV века. Во время травли дичи на лесной охоте собака упала в бассейн минерального источника с горячей водой. Стоны собаки вызвали членов экспедиции, которые, вытаскивая животное, попробовали горячую воду. О своей находке те сообщили Карлу IV, императору Священной Римской империи, известному своим слабым здоровьем. Император отправился на место источника и вместе с присутствующими врачами отметил, что эта горячая вода имеет лечебные свойства. Карл принимал там лечебные ванны и впоследствии исцелил свою больную ногу. На месте предполагаемого источника он основал лечебницу под названием «Теплые ванны в Локете» (чеш. «Teplé lázně u Lokte»). Впоследствии место было названо Карловы Вары в честь императора. Карл IV утвердил создание города 14 августа 1370 года.

### Дальнейшая история и рост популярности
Постоянное поселение возникло в середине XIV века. Первоначально в городе было мало жителей и их основная обязанность заключалась в заботе об источниках. Карловы Вары развивались медленно и даже проходившие рядом военные действия не касались данной местности. Так, Гуситские войны никогда не мешали городу, потому что он не воспринимался как стратегически значимый. Лечебница постепенно развивалась и город начал медленно богатеть. Тем не менее, рост был затруднён несколькими несчастьями. В 1582 году город постигло наводнение, а в 1609 году разрушительный пожар, уничтоживший 99 из 102 домов. Последующий рост прервала Тридцатилетняя война, сократившая население и количество курортных посетителей.
В конце XVII века Карловы Вары начинают посещать важные европейские личности. Город начал расти и строить новые здания, например, Саксонский зал, который стал основой для Grandhotel Pupp. В 1759 году город снова уничтожило пламя. Однако из-за своей популярности он довольно быстро оправился. Наполеоновские войны тоже добавили известности. Близкое расстояние от полей сражений привело именитых посетителей в курортный городок.
За архитектурным преображением в стиль модерн в конце XIX столетия стоят венские архитекторы Фердинан Феллнер и Герман Гельмер, которые спроектировали 20 крупных зданий в городе.
После случая, произошедшего в Мангейме, в 1819 г. в Карловых Варах (в то время носивших название Карлсбад) состоялась конференция Бундестага и были изданы Карлсбадские указы. Эти указы, инициированные государственным министром Австрии Клеменсом фон Меттернихом, были направлены на введение антилиберальной цензуры в Германском Союзе.
Благодаря публикациям таких врачей, как Давид Бехер и Йозеф фон Лёшнер о целебных свойствах местных вод, в XIX веке город превратился в известный спа-курорт и его посетили многие представители европейской аристократии. Из известных русских писателей, живших и лечившихся на курорте, выделяется князь Пётр Андреевич Вяземский. Впервые приехав в Карлсбад в 1852 году, он провёл здесь несколько лет и посвятил городу несколько стихотворений и множество дневниковых записей. Также здесь лечился Николай Васильевич Гоголь.
После возведения железнодорожных линий от Праги до Хеба в 1870 году число посетителей увеличилось со 134 семей (для сезона 1756 года) до 71 000 гостей ежегодно (к 1911 году). Но начало Первой мировой войны в 1914 году сильно подорвало туризм, от которого зависел город.
В конце Первой мировой войны в 1918 году большая часть немецкоязычного населения Богемии была включена в состав нового государства Чехословакия в соответствии с Сен-Жерменским договором (1919). Это вызвало большие протесты немецкоязычного населения Карловых Вар. 4 марта 1919 года довольно мирно прошла демонстрация, но позже в том же месяце шесть протестующих были убиты чешскими войсками после того, как демонстрация стала неуправляемой.
Город стал центром крупных событий с наступлением нацизма. Местный книготорговец Карл Герман Франк стал лидером Карловарской Судето-немецкой партии, позже он был вторым самым могущественным человеком в партии. 24 апреля 1938 года Конрадом Генлейном в городе было представлено восемь карловарских требований, означающих распад Чехословакии. В октябре того же года Карловы Вары стали частью Третьего рейха. В конце Второй мировой войны город (особенно местная часть Рыбарже) пострадал от бомбардировки. Окончание войны сопровождалось вынужденным перемещением немецкого населения в соответствии с Потсдамским соглашением. В соответствии с указами Бенеша их имущество было конфисковано без компенсации.
В эпоху социализма в центре города появилось несколько важных зданий, таких как Горячая колоннада (чеш. Vřídelní kolonáda) и отель Thermal.

### Современное время
После бархатной революции 1989 года наступило время предпринимательской активности, начался приток местных и иностранных инвестиций. Десятки санаториев и гостиниц в результате реконструкции вышли на уровень мировых стандартов. По данным исследования российского активиста Михаила Маглова, который изучал город на основе местной кадастровой карты, следует, что около половины местной недвижимости находится в собственности граждан Российской Федерации и других стран бывшего Советского Союза. Карловы Вары считается самым посещаемым курортным городом Чехии. 24 июля 2021 года в Список всемирного наследия ЮНЕСКО был внесён транснациональный объект «Великие курортные города Европы», в который включён Карловы Вары.

## Население
| 1869    | 1869    | 1880    | 1880    | 1890    | 1900    | 1910    | 1921    | 1930    | 1930    | 1950    | 1950    |
| ------- | ------- | ------- | ------- | ------- | ------- | ------- | ------- | ------- | ------- | ------- | ------- |
| 7291    | ↗14 185 | ↘10 579 | ↗22 318 | ↗28 629 | ↗42 653 | ↗52 808 | ↗53 112 | ↘23 901 | ↗63 506 | ↘36 263 | ↗41 136 |
| 1961    | 1961    | 1970    | 1970    | 1980    | 1980    | 1991    | 1991    | 2001    | 2011    | 2014    | 2016    |
| ↗50 034 | ↘42 735 | ↗52 310 | ↘42 875 | ↗56 992 | ↗60 950 | ↘56 222 | ↘56 054 | ↘53 358 | ↘48 639 | ↗49 864 | ↘49 326 |
| 2017    | 2018    | 2019    | 2020    | 2021    | 2021    | 2022    | 2023    | 2024    | 2025    |         |         |
| ↘49 046 | ↘48 776 | ↘48 501 | ↘48 479 | ↘48 319 | ↘44 323 | ↗45 500 | ↗49 043 | ↗49 353 | ↘49 073 |         |         |

Согласно переписи 1921 года, в 1134 домах проживало 19 480 жителей, из которых 10 726 были женщинами. 862 жителя сообщили о принадлежности к чехословацкой национальности, 17 173 — к немецкой и 133 — к еврейской. Здесь жили 16 201 римский католик, 901 евангелист, 65 членов чехословацкой гуситской Церкви и 2115 евреев.
В 1938 году большинство немецкоязычных областей Чехословакии, известных как Судеты, вошло в состав нацистской Германии в соответствии с условиями Мюнхенского соглашения.
Согласно переписи 1930 года в 1498 домах проживал 23 901 человек. 1 446 жителей сообщили о принадлежности к чехословацкой национальности и 20 856 — к немецкой. Здесь жили 19 718 римских католиков, 1099 евангелистов, 141 член церкви чехословацкой гуситской и 2120 евреев.
Перед Второй мировой войной немецкое население составляло подавляющее большинство города, которое было перемещено после войны на основе указов Бенеша.
Город имел одну из самых древних и экономически важных еврейских общин во всей Чехословакии до начала Второй мировой войны. Например, всемирно известный стекольный завод «Мосер» был основан еврейским предпринимателем Людвигом Мосером и до второй мировой войны сохранён его потомками. Местная синагога, сгоревшая во время так называемой Хрустальной ночи, была одной из самых больших зданий такого рода в Европе. Подавляющее большинство карловарских евреев погибло во время Холокоста.
В январе 2014 года количество жителей сократилось чуть менее, чем на четыре тысячи жителей, падение ниже 50-тысячной отметки — для города это означает потерю не менее трёх чиновников, а также меньшее поступление денег из бюджета. Карловы Вары сохранили население более 50 тысяч только благодаря иностранцам. Доля иностранцев в численности населения Карловарского края в 2012 году — около семи процентов, после Праги это самая высокая доля в ЧР. Самой многочисленной группой иностранцев были вьетнамцы, за ними следуют немцы, россияне и украинцы.

## Курортные факторы

### Минеральные источники
В настоящее время в Карловых Варах действуют следующие источники:
| №   | Чешское название | Русское название | Темпера- тура | Описание |  |
| --- | ---------------- | ---------------- | ------------- | --- |  |
| 1   | Vřídlo           | Вржидло          | 72 °C         | Находится перед костелом Св. Марии Магдалины. Производительность данного источника — примерно 2000 литров минеральной воды в минуту. Сегодня это единственный источник, поставляющий воду для купаний. Используется и при питьевых курсах. В колоннаде Вржидло расположено в общей сложности 5 меньших источников с водой температурой 72, 50 и 30 °C. Столб воды основгого источника благодаря давлению поднимается на высоту до 12 м. |  |
| 2   | Karla IV.        | Карла IV         | 64 °C         | Лечебные свойства этого источника возможно повлияли на решение Карла IV построить здесь свой курорт. |  |
| 3   | Zámecký dolní    | Нижний замковый  | 55 °C         | Нижний замковый источник для общественного использования выведен на рыночную колоннаду. |  |
| 4   | Zámecký horní    | Верхний замковый | 55 °C         | Фактически речь идёт об одном источнике, вода из которого подводится к двум вазам. Но благодаря большей высоте верхнего родника над уровнем моря и физическим закономерностям, Верхний замковый источник имеет иную температуру и содержание CO2, чем его нижний вариант. Родник в Замковой колоннаде предназначен только для клиентов Замковых лазней.                                                                                 |  |
| 5   | Tržní            | Рыночный         | 62 °C         | Источник со времен его открытия (1838) несколько раз исчезал и снова появлялся. Было сделано несколько скважин, благодаря которым вода из источника и сегодня может предписываться курортными врачами. |  |
| 6   | Mlýnský          | Мельничный       | 56 °C         | Ещё с XVI века используется для целей санаторно-курортного лечения. Раньше главным образом для приготовления ванн. |  |
| 7   | Rusalka          | Русалка          | 60 °C         | С XVI века до 1945 года носил название Нового источника. Вытекающая из него вода в своё время пользовалась ещё большим спросом, чем вода из Мельничного источника. |  |
| 8a  | Kníže Václav I   | Князь Вацлав I   | 65 °C         | Вода из этого источника использовалась для производства карловарской лечебной соли. Выведен к двум вазам. |  |
| 8b  | Kníže Václav II  | Князь Вацлав II  | 58 °C         | Князь Вацлав II вытекает перед колоннадой напротив оркестровой ямы. |  |
| 9   | Libuše           | Либуши           | 62 °C         | Возник путём объединения четырёх меньших источников. |  |
| 10  | Skalní           | Скальный         | 53 °C         | До 1845 года вытекал в речку Теплу. После планировки местности его вода была подведена к нынешней Мельничной колоннаде. |  |
| 11  | Svoboda          | Свобода          | 60 °C         | Открыт во второй половине XIX века при строительстве Лазней III. Беседка с источником расположена между Лазнями III и Мельничной колоннадой. |  |
| 12a | Sadový starý     | Садовый старый   | 41,6 °C       | Был обнаружен в середине XIX века при копке фундамента под Военный санаторий. Выходит на поверхность на территории Военного санатория. |  |
| 12b | Sadový nový      | Садовый новый    | 39,1 °C       | Расположен в садовой колоннаде. |  |
| 13  | Dorotka          | Доротка          | -             | Ротонда Доротка на улице U Imperiálu. Закрыт для общества. |  |
| 14  | Štěpánka         | Штепанка         | 13 °C         | Алтан Aloise Kleina в парке перед отелем Richmond. |  |
| 15  | Hadí             | Змеиный          | 30 °C         | С 2001 года содержит меньше минералов, чем остальные источники, но большее количество CO2. Из змеиной пасти он вытекает непосредственно в Садовой колоннаде. |  |
| 16  | Železnatý        | Железовый        | 11,9 °C       | Расположен в Железовой колонаде. |  |

Основной природный лечебный фактор — термальные углекислые сульфатные натриевые, гидрокарбонатные натриевые, содержащие соединения кальция, калия, магния, железа, лития, брома и другие вещества. Минерализация — до 7 г/л. По химическому составу воды всех источников примерно одинаковы и различаются главным образом содержанием диоксида углерода (от 0,37 до 0,75 г/л) и температурой. Вода Мельничного источника — радоновая (около 1 нКи/л).
Минеральные воды Карловых Вар используются главным образом для питьевого лечения, воду Мельничного источника разливают в бутылки, а вода источника Вржидло является основой для всех применяемых на курорте бальнеотерапевтических процедур (углекислые, кислородные, радоновые, жемчужные и другие ванны, купания в бассейнах, промывание кишечника, орошения, полоскания и другое). Кроме того, из минеральных вод путём выпаривания получают натуральную карловарскую соль, в которой содержится 18 % хлорида натрия, 36 % гидрокарбоната натрия, 44 % сульфата натрия, около 2 % сульфата калия, а также небольших количествах соли кальция, магния, железа, лития, фтора, брома и других.

### Лечебные факторы
На курорте осуществляется лечение больных с заболеваниями желудка и кишечника, печени и желчных путей, а также с нарушениями обмена веществ (сахарный диабет, ожирение и другие). Функционирует курортная поликлиника, бальнеолечебницы, питьевая галерея, бюветы отдельных источников, многочисленные отели, пансионаты и санатории. В лечебных учреждениях широко применяют лечебную физкультуру, различные виды массажа, электро- и светолечение, теплолечение (в том числе грязевые ванны и аппликации). Для дозированных прогулок имеется терренкур — свыше 100 км дорожек, которые проходят по наиболее живописным местам Карловых Вар.

## Достопримечательности
Высокая концентрация памятников находится в курортном центре города, вдоль реки Тепла. Большая часть памятников имеет специфический курортный характер, такой как колоннады, здания СПА или исторические отели. Над курортным центром также находятся смотровые башни и многочисленные перспективы дополненные различными достопримечательностями.

### Курортные достопримечательности

#### Исторические курортные здания
Исторические курортные здания были пронумерованы после 1918 года. Из шести до наших дней сохранились только четыре, из которых только два по-прежнему служат своей первоначальной цели:
- Цезарьские лазни (I) были построены в конце XIX века по задумке архитекторов Фердинанда Фелнера и Германа Гельмера. В здании Императорской Бани было 120 ванных комнат и кабин. Зал Зандера задуман первоначально как тренажёрный зал, превратился в казино в стеле 80 и 90 лет 20 века. В 2010 году здание стало национальным культурным памятником.
- Вржиделни лазни (II) были расположены вблизи горячего источника, и предлагали углекислые ванны. В 1940 году курорты были закрыты и снесены в 1947 году.
- Курхаус (III) был построен между 1864—1866 годами и работают в настоящее время. Первоначально в здании были паровые бани с бассейном и углекислыми ваннами и торфяные обертывания.
- Новые Лазни (IV) в настоящее время служит в качестве торгового центра. Но в прошлом здесь также находился городское учреждение. Здание было построено в конце 19 века.
- Спа-центр Елизаветы (V) носит имя императрицы Елизаветы Баварской. Здание было построено в начале 20 века. Во время реконструкции спа-центр также был дополнен бассейном, последняя реконструкция состоялась в 2002 году.
- Солнечные ванны (VI) — это не сохранившийся памятник. Курорт был самым молодым в Карловы варах, построенным в 1927 году. Здание было снесено в 2006 году. На месте здания был построен жилой дом Spa VI.

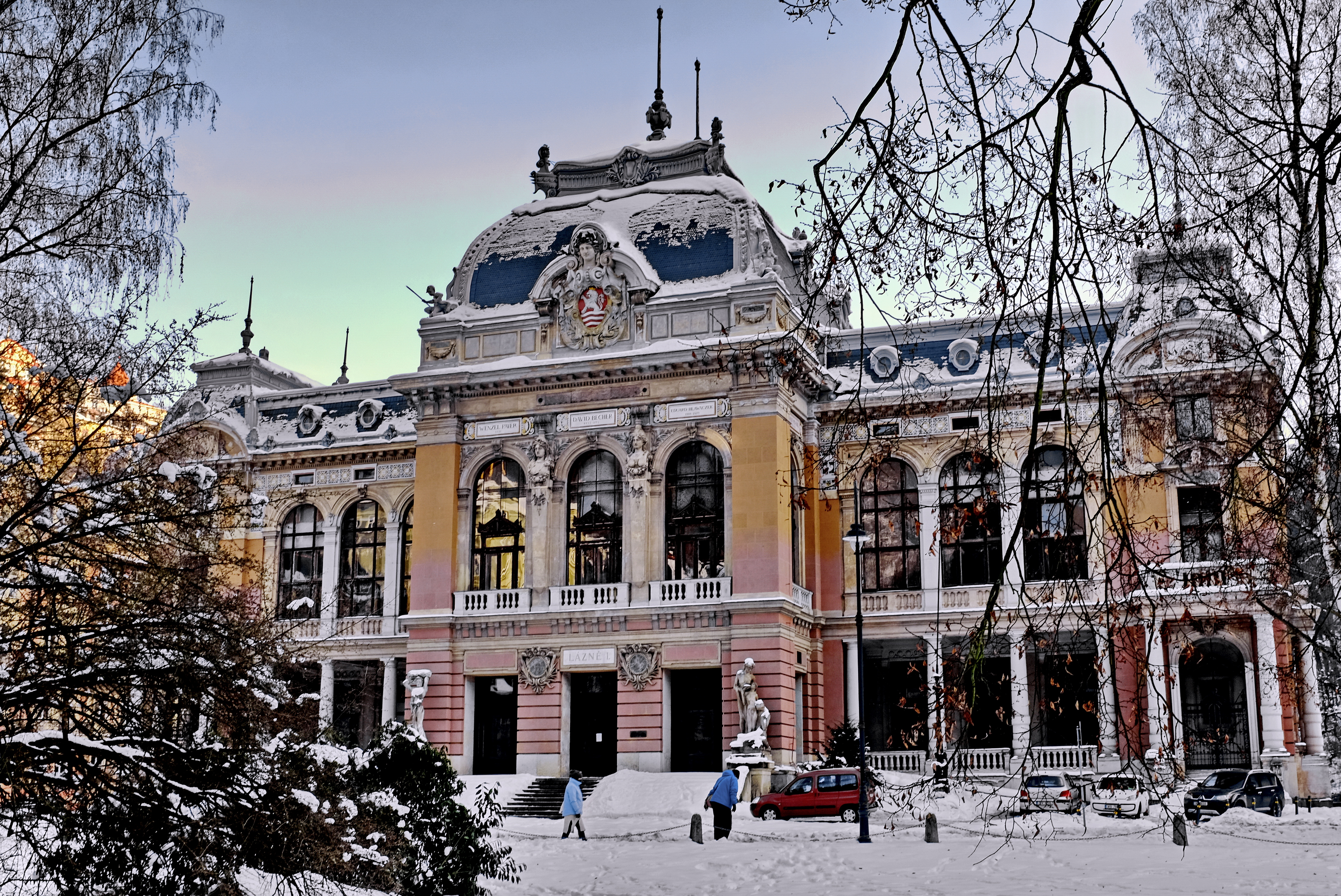
Цезарьские Лазни
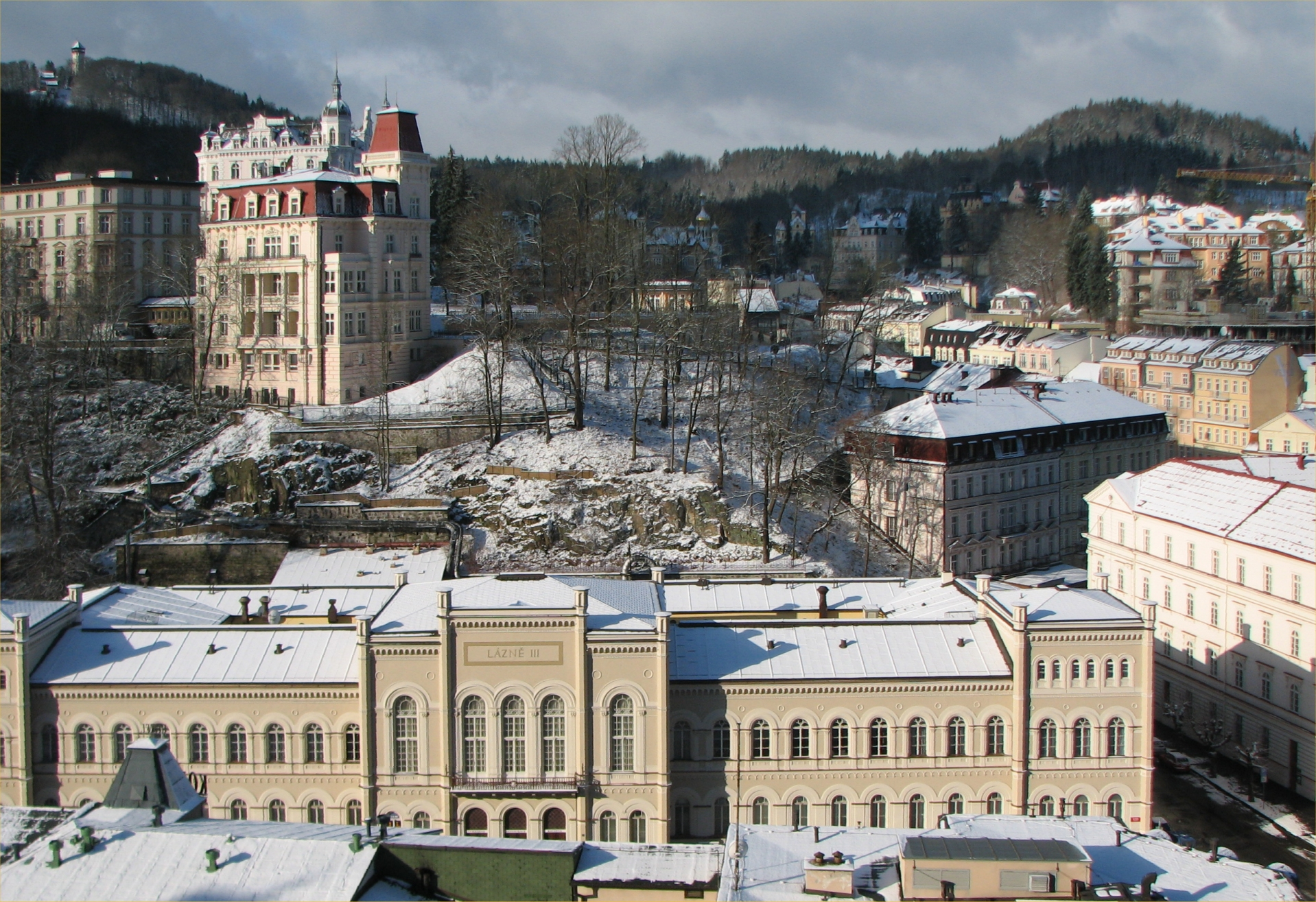
Лазни III
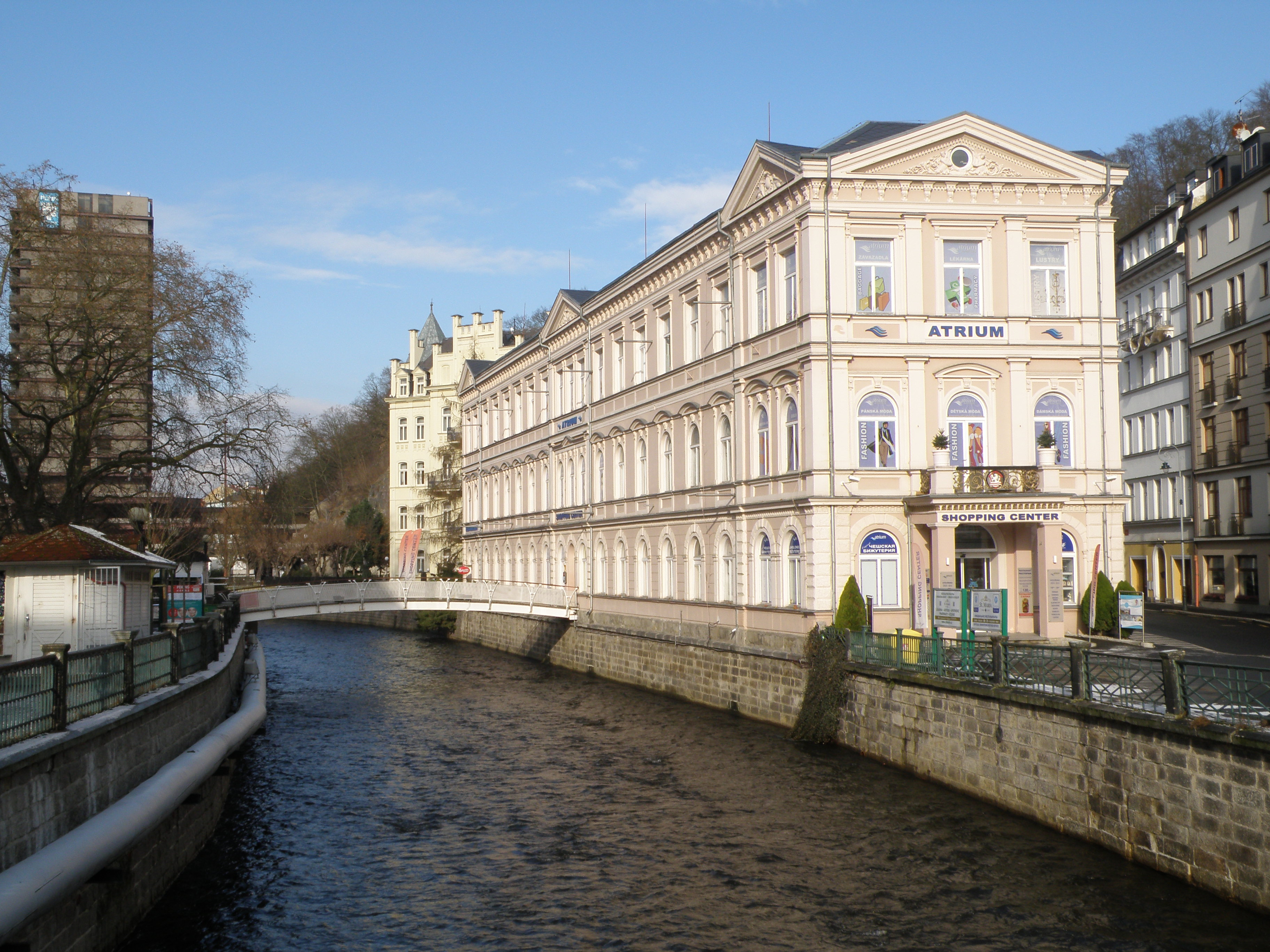
Лазни IV (Новые лазни)
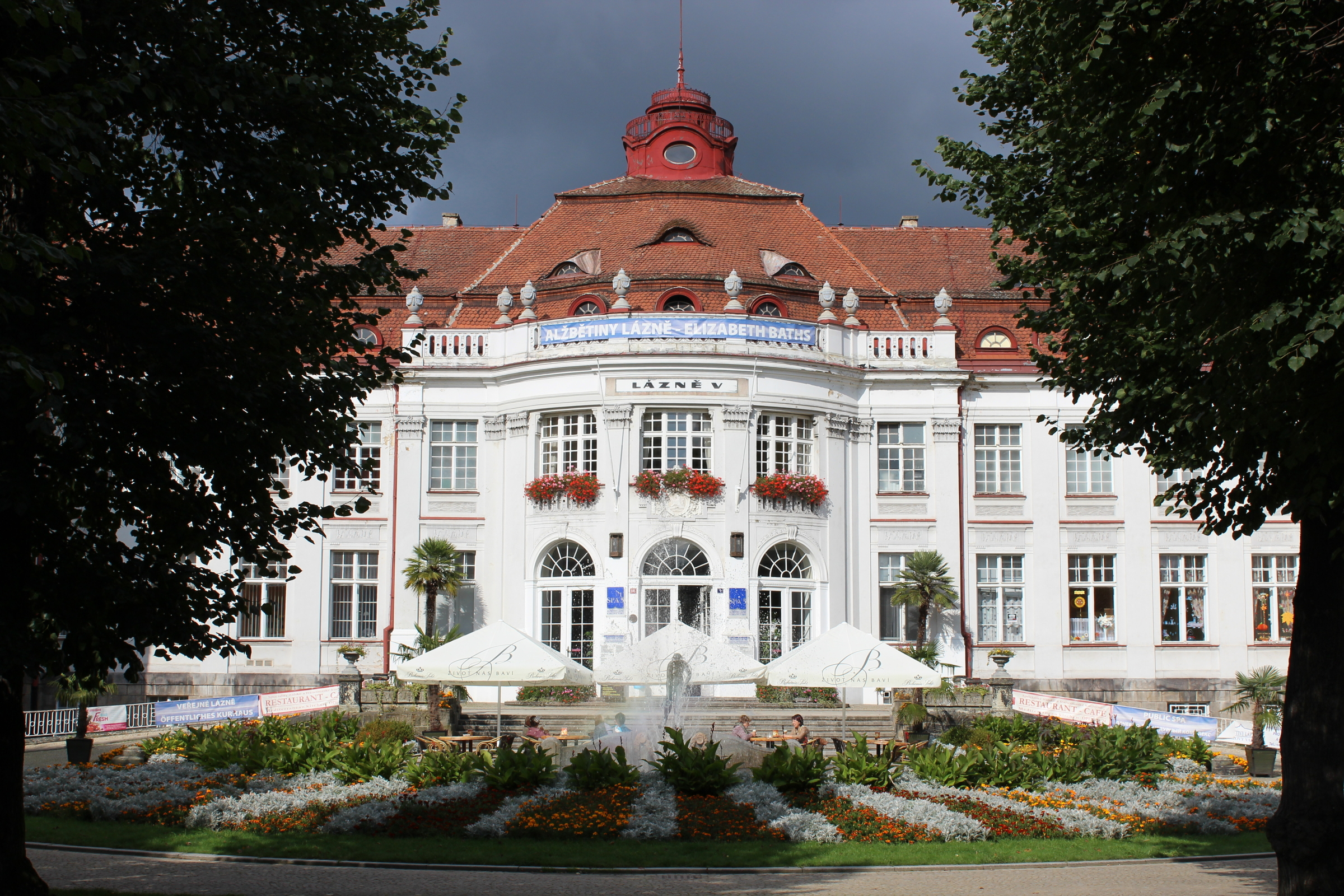
Лазни Елизаветы

#### Колоннады
Большинство из 16 источников воды расположены в колоннадах (включая источники Доротка и Штепанка), 13 используются для питьевой терапии.
В городе всего пять колоннад:
- Садовая колоннада-Змеиный источник, Садовый источник
- Павильон у Мельничной колоннады — источник Свободы
- Мельничная колоннада-скальный Источник, Источник Либуше, источник князя Вацлава I и II, Мельничный Источник, Источник Русалка
- Рыночная колоннада — рыночный Источник, Источник замковый Нижний, источник Карла IV.
- Замковая колоннада — источник верхний Замковый
- Вржиделни колоннада-Вржидло

### Церковные памятники

#### Церкви
- Церковь св. Марии Магдалины-это однонефное здание в стиле барокко на площади года 1732—1736, построенная Килианом Игнацем Динценхофером. На фасад выходит двухрожковая лестница и две башни с луковичными вырубками. Живопись и алтарная картина, написанная Илиашем Доллфом, главная алтарная картина от Дж. Дж. Мадыхо изображает Христа в откровении Марии Магдалене.
- Православный храм св. Петра и Павла в 1893—1897 годы архитектором Густавом Видерманом. Он был построен для содействия меценатов из числа русской аристократии.
- Церковь Святого Урбана (13 век), Рыбаже, — восстановленная после 1500 с использованием оригинальных элементов церкви и часовни, возникла, вероятно, в 2 середине 13 века в рамках колонизации.
- Церковь Святого Петра и Павла 1856 года, архитектор Дж. Зейссиг, до 1946 года Евангелическая церковь Св. Петра, построен в неороманском стиле. В 1864 году было построена башня и началось строительство соседней. Деревянная резная кафедра стоит на трёх столбах. В церковной лодке расположены закалённые деревянные скамейки и металлические баптистерий. Орган принадлежит органисту Мюллеру из Хеба.
- Паломническая церковь Св. Анны в Седльце построена между 1739—1748 годами. Она расположена в деревне с история короро начинается с 11 века. Алтарь в стиле барокко, древняя статуя Святой Анны с Марией и ребёнком.
- Греко-католическая кладбищенская церковь Святого Андрея 16 века. Самая старая карловарская церковь, первоначально готическая, несколько раз перестраивалась. Прилегающее кладбище было закрыто в 1911 году.
- Англиканская церковь Святого Луки 1877 года, архитектор доктор Мотес. Построена в неоготическом стиле, при финансовой поддержке меценатов из числа английских отдыхающих.
- Руины романской церкви Святого Линхарта. Самый старый построенный памятник Карловых Вар, первое упоминание 1246 года. Здесь проводились археологические исследования, финансируемые Карловарским музеем.
- Церковь Вознесения Господня 1909 года, построена на месте старой часовни 1823 года.
- Церковь Вознесения Святого Креста в Рыбаже недалеко от церкви Святого Урбана.

#### Капеллы
Капелла Ecce homo 1897.
Капелла Ecce homo 1900 года под смотровой башней Дианы.
Капелла Девы Марии Красенской 1800-х годов.
Капелла Святого Лаврентия 18-го столетия, ул. Либушина.
Капелла Шварца, капелла позднего барокко, часто появляется на рисунках Гёте.
Капелла Девы Марии 1700-х годов, Марианская аллея, построенная по инициативе графа Штернберга. В 1879 перестроена в неоготическом стиле, в 1993 восстановлена.
Капелла Святого Линхарта 1838 года, в неоготическом стиле.

## Природные условия
Город расположен недалеко от Славковского леса. Река Огрже разделяет город на северную и южную части.
В реку Огрже впадают:
- Ходовский проток
- река Ролава
- Вицикий проток

В спа-территории около 80 источников термальной воды. Запрет на добычу воды из источников выпущен в 1761 году. В горячих источниках Карловых Вар в 19 веке был описан первый вид термальной цианобактерии mastigocladus laminosus.
Средняя температура в городе достигает 7,3 °C, самый теплый месяц в году — июль, когда средняя температура достигает 16,9 °C. Самый холодный месяц — со средней температурой −2,1 °C — январь. Среднегодовая сумма осадков достигает 659 мм.

## Экономика
Область изобилует природными богатствами. Это уже упоминавшиеся минеральные источники (производство минеральной воды в бутылках) или месторождения каолина, которые используются для производства местного фарфора.

### Спа

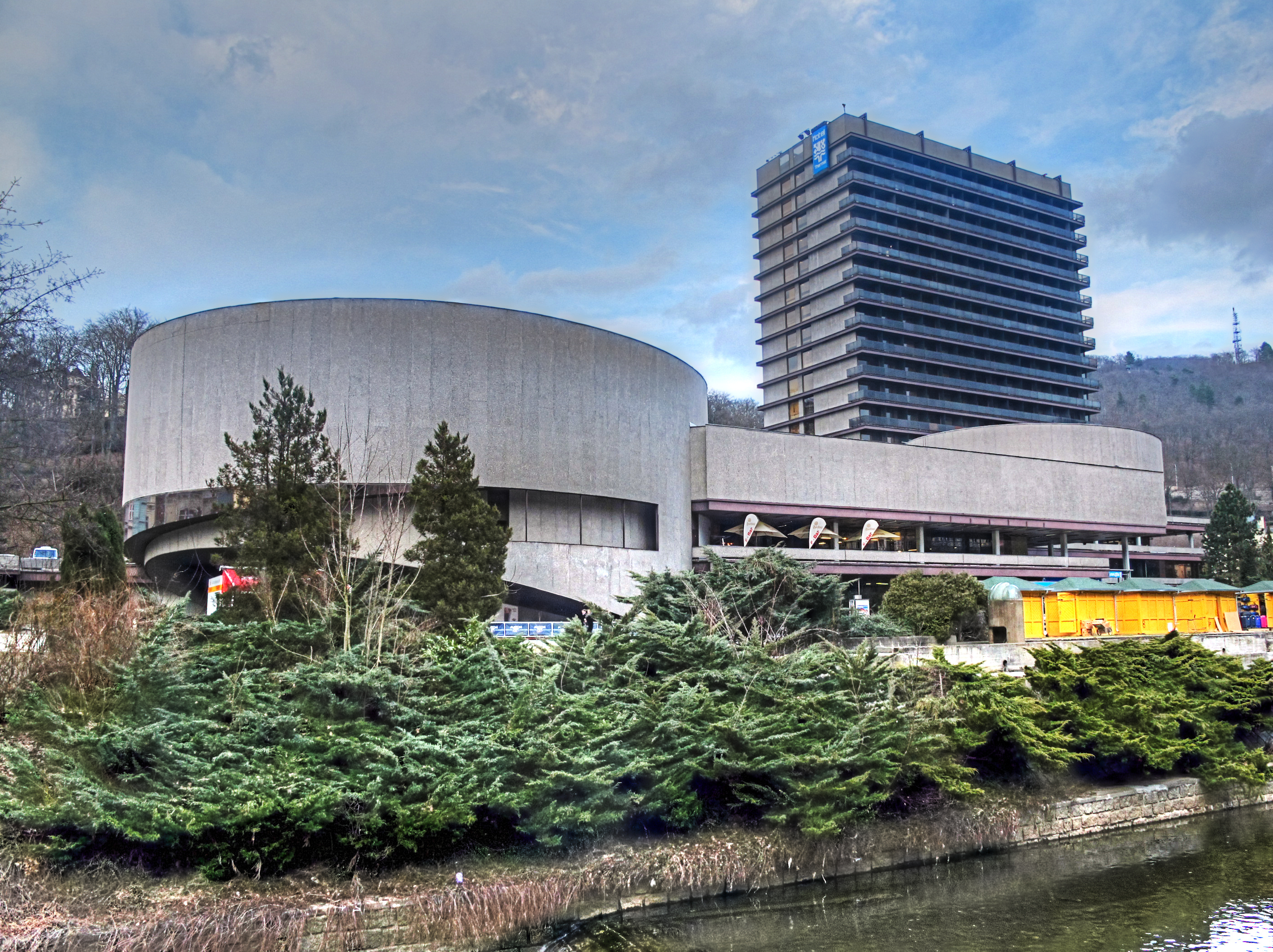

Местные спа основаны на использовании минеральной воды с лекарственными эффектами, которая возникает на глубине около 2000 метров. Вода оказывает благотворное влияние на лечение заболеваний печени и кишечника, желудка и печени. Вода с соединением На + CaSO4 60 %, которое бьёт ключом при температуре 73 °C в горячем источнике с интенсивностью около 2000 л/м. Минералогический состав — около 5,9-6,5 г/л, с содержанием СО2 на 0,375-0,750 г/л.
Доктор Дэвид Бехер (1792) работал в основном на модернизацией карловарской бальнеологии. В XIX веке его работа была связана доктором Жаном де Карро, доктором Рудольфом Маннлом и доктором Эдуардом Хлавачеком.

#### Опасности для источников
Источники являются в настоящее время важным источником доходов для города, и попытки защитить источники поднимают цену за их использование. В прошлом уже было так, что в регионе источники «высохли», что было связано с неэкономичной добычей бурого угля в Соколовском котловане. Затем в Варах произошло затопление шахты и в то же время временное иссякание источника. После этого необходимо было закрыть шахту. Однако, несмотря на своевременное вмешательство, полностью источник восстановить не удалось.
Вторая проблема, мучающая город, — это естественная водная эрозия, которая углубляется в опорную плиту. Есть предположения, что если бы эта пластина прорвалась, минеральные воды просочились бы прямо в реку. Город сопротивляется этому, позволяя руслу реки разветвляться. Следующим защитным шагом является регулирование строительства вокруг источников.

### Стекольное производство
Стекольная промышленность связана с фирмой Moser в Карловых Варах, которая производит напитки и декоративные стеклянные изделия. Фирма получила название от своего основателя Людвига Мозера, который в 1857 году основал в городе художественную мастерскую и торговую галерею. Компания процветала с самого начала (например, она стала придворным поставщиком императора Франца Иосифа I.), и так уже в конце XIX века она могла открыть свой собственный завод по стекольному производству при дворе. После Второй мировой войны стекольный завод функционировал как национальное предприятие под названием Карловарское стекло, компания была преобразована в акционерное общество в 1991 году. В 2008 году в стекольном заводе был открыт музей стекла. Стекольный завод Moser также является производителем Хрустального глобуса, главного приза международного кинофестиваля в Карловых Варах.

### Фарфор
Карловарский край и Карловы Вары славятся производством фарфора. В Карловых Варах и непосредственной близости действует более 10 фарфоровых заводов. Начало производства фарфора было непростым. Во времена Австро-Венгрии необходимо было получить для производства фарфора разрешения, что практически не было возможно из-за боязни монархии чрезмерной конкуренции по отношению к императорскому заводу в Вене. Ниже приведены фарфоровые заводы, действующие в прошлом и настоящем, на сегодняшней территории Карловых Вар:
- G. Benedikt — завод был основан братьями Бенедикт (нем. gebrüder Benedikt) в 1882 году. Сегодня завод ориентирован в первую очередь на отельный фарфор. В 1992 году фарфоровый завод был приватизирован как гостиничный фарфор Карловы Вары, купленный концерном Keramik Holding AG Laufen.
- Moritz Zdekauer 1810 - фарфоровый завод получил своё имя от одного из его владельцев в 19 веке (не основателя). Номер 1810 относится к году основания. Во время экономического кризиса фарфоровая компания должна была прекратить деятельность в 2013 году.
- Завод Дуби, сегодня уже не работающий, который был основан в 1849 году, в 1922 году стал частью концерна EPIAG.
- Фарфор Карла Кнолла, сегодня уже не работающий завод, он прекратил свою деятельность ещё в 50 годах 20 века. В здании завода сейчас находится несколько небольших компаний.
- Фарфоровая фабрика братьев Швальбов, основана первоначально как Heckmann & Co. в 1878.

Важной предпосылкой для успеха фарфоровых фабрик в Карловых Варах — это расположение на территории с месторождением каолина. В конце 19 века была основана компания Zettlitzer Kaolinwerke, которая сейчас работает в крае под именем Sedlecký kaolin (Седлецкий каолин) и по сей день.

### Пищевая промышленность
Ян Бехер (Jan Becher) Карловарская Бехеровка — это компания, производящая травяной ликер «Бехеровка». В 1807 году Йозеф Бехер начал продавать ликер под названием English Bitter, используемый для лечения желудка. Однако считается настоящим основателем фирмы его сын — Ян Бехер, который для производства Бехеровки построил фабрику. От семьи Бехеров фирма была отделена после Второй мировой войны во время процесса национализации. После 1989 года компания была приватизирована, а её владельцем стал французская компания Pernod Ricard.
Карловарские минеральные воды (чеш. Karlovarské minerální vody) являются крупнейшим производителем минеральных вод в центральной Европе, выпускающее, минеральной воды Mattoni, Magnesia, Poděbradka, Dobrá voda, Hanácká. История компании восходит ко второй половине 19 века, когда она была основана Генрихом Маттони. В 2018 году было объявлено о приобретении PepsiCo компании Карловарские минеральные воды.

## Культура
Карловы Вары являются важным местом культурной деятельности. Самый известный и наиболее значимых культурных мероприятий города является Международный кинофестиваль, который каждый год посещают крупные кино-знаменитости со всего мира, в течение которого лучший фильм награждается Хрустальным глобусом. В городе также работает самый старый симфонический оркестр в Чехии, который является одним из старейших симфонических оркестров в мире. Здесь находится театр Витезслава и множество кинотеатров, используемых во время международного кинофестиваля.

## Транспорт

### Авиатранспорт
В 4,5 км от города находится международный аэропорт Карловы Вары, из которого не выполняются регулярные авиарейсы. 

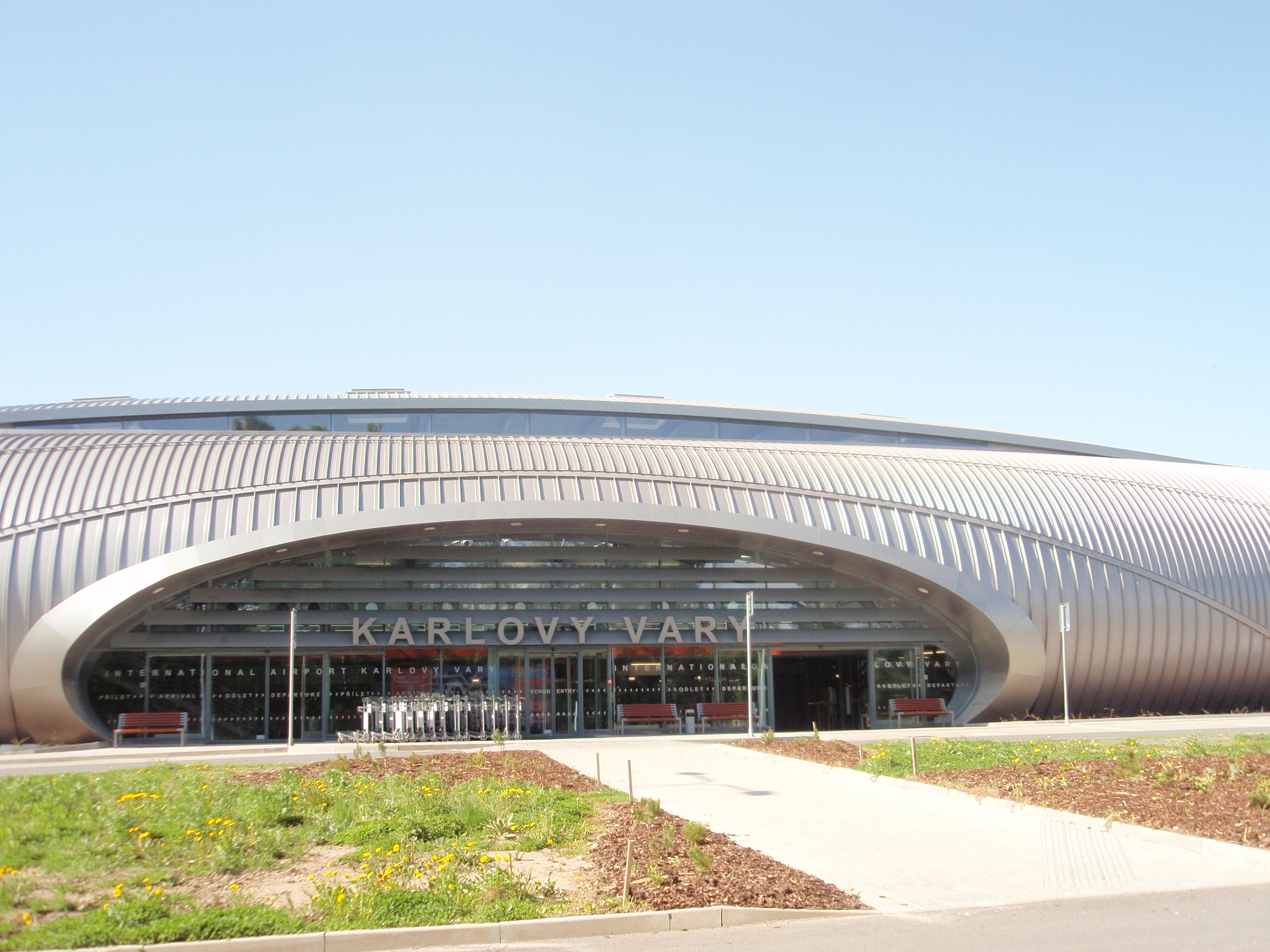
Международный аэропорт в Карловых Варах

### Железнодорожный транспорт
В городе находится два железнодорожных вокзала: Горни-Надражи (Верхний вокзал) и Долни-Надражи (Нижний вокзал). С Horní Nádraží курсируют поезда на Прагу (в центральную часть страны) и на Хеб (чеш. Cheb) — в направлении границы с Германией. На этот вокзал ежедневно прибывает один вагон поезда, отправляющегося в Чехию с Белорусского вокзала в Москве.
С Нижнего вокзала осуществляется железнодорожное сообщение с курортом Марианске-Лазне, а также с германским городом Цвиккау.

### Автотранспорт
С автобусного терминала Нижнего вокзала ежечасно отправляется «жёлтый» автобус RegioJet (Student Agency), следующий до пражского аэропорта имени Вацлава Гавела и автовокзала Флоренц (чеш. Florenc) в центре Праги. С этого же терминала курсируют междугородные автобусы до соседних городов, среди которых Локет, Соколов, Хеб, Франтишкови-Лазне, Аш и другие.
По городу курсирует сеть рейсовых автобусов. Главной остановкой для всех маршрутов является Tržnice в деловой части города. Стоимость одного билета на городской автобус с 1 января 2017 года составляет 25 чешских крон.

### Фуникулёры
В курортной части города имеются два фуникулёра: Lanovka Imperial — поднимающий к находящемуся на возвышенности отелю «Империал» и Lanovka Diana — к смотровой башне «Диана» и одноимённому ресторану.

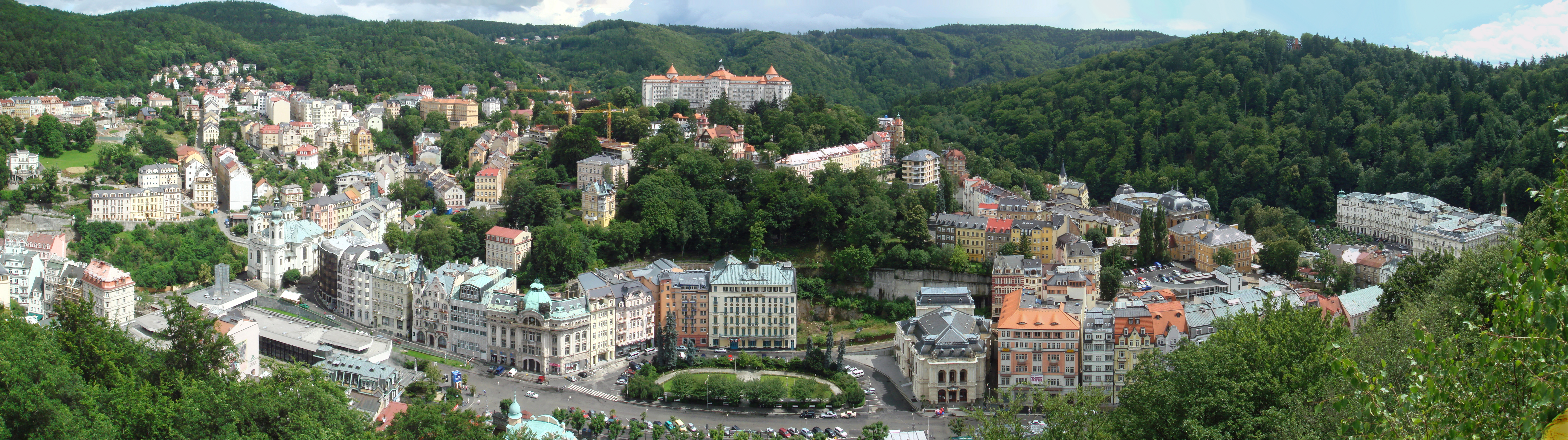

## Города-побратимы
- Баден-Баден, Германия (1998)[39]
- Бернкастель-Кус, Германия[40]
- Варберг[вд], Швеция[41]
- Карлсбад, США[42]
- Кассино, Италия
- Кусацу, Япония[43]
- Локарно, Швейцария[44]
- Омск, Россия
- Эйлат, Израиль[45]

## Изображения

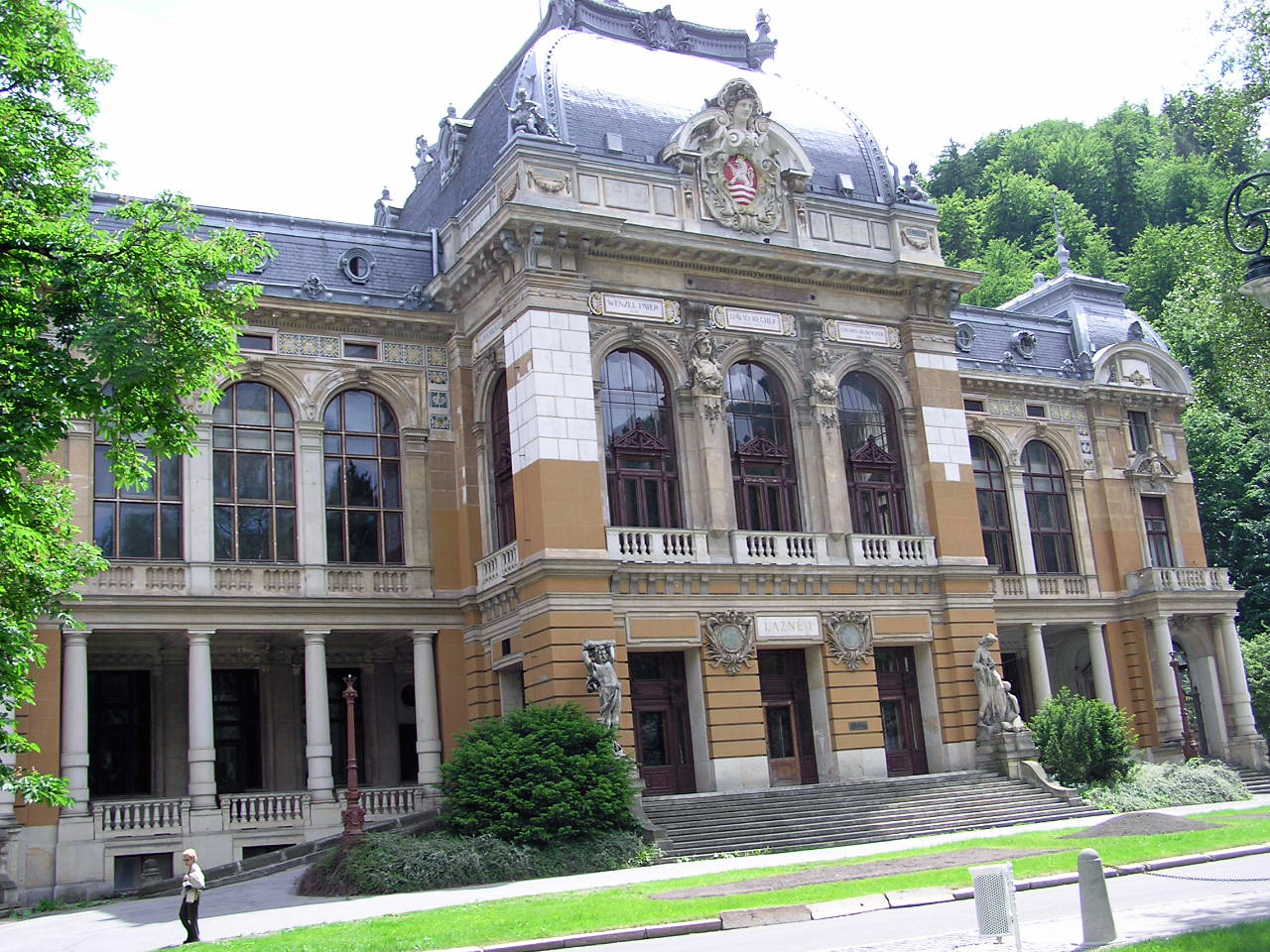
Санаторий Лазне I
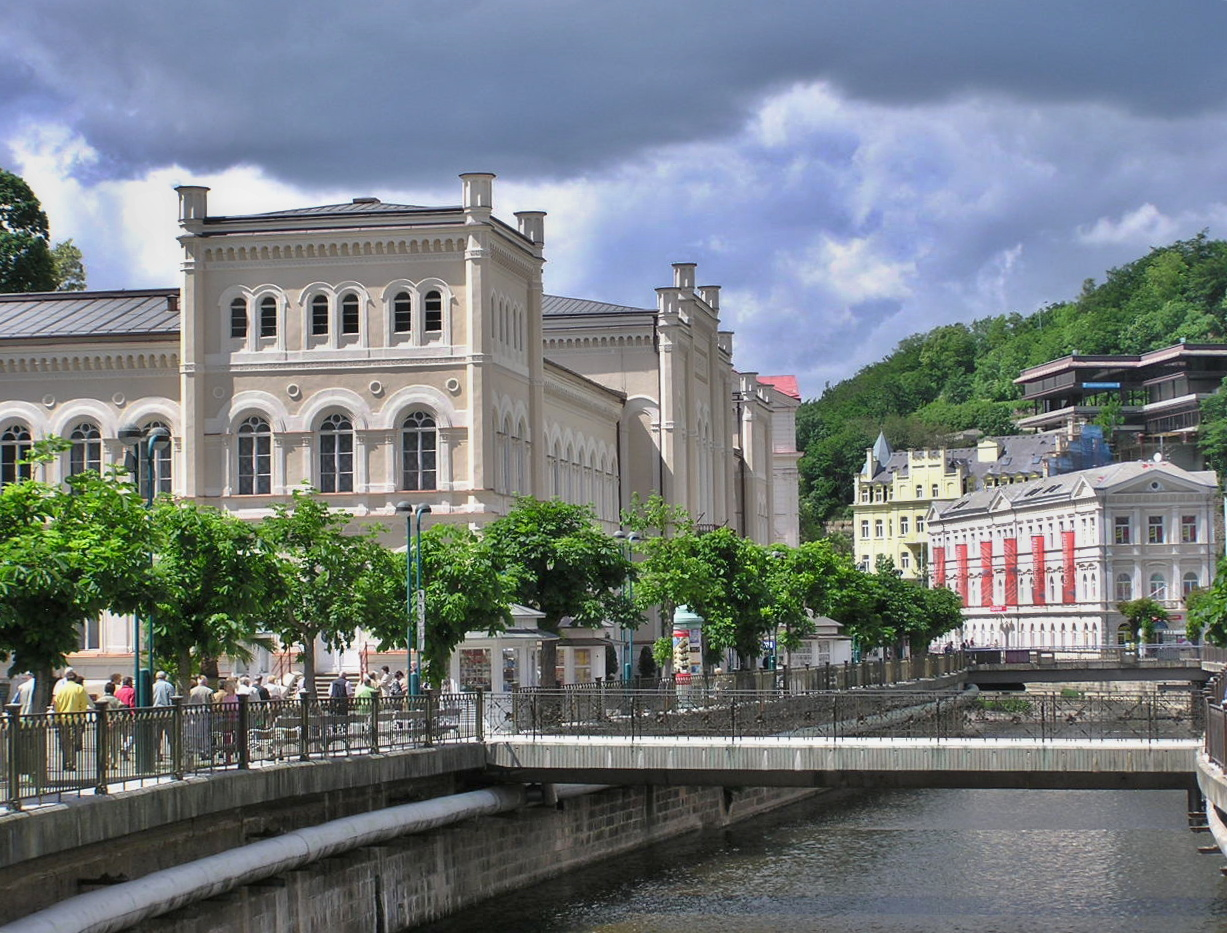
Санаторий Лазне III
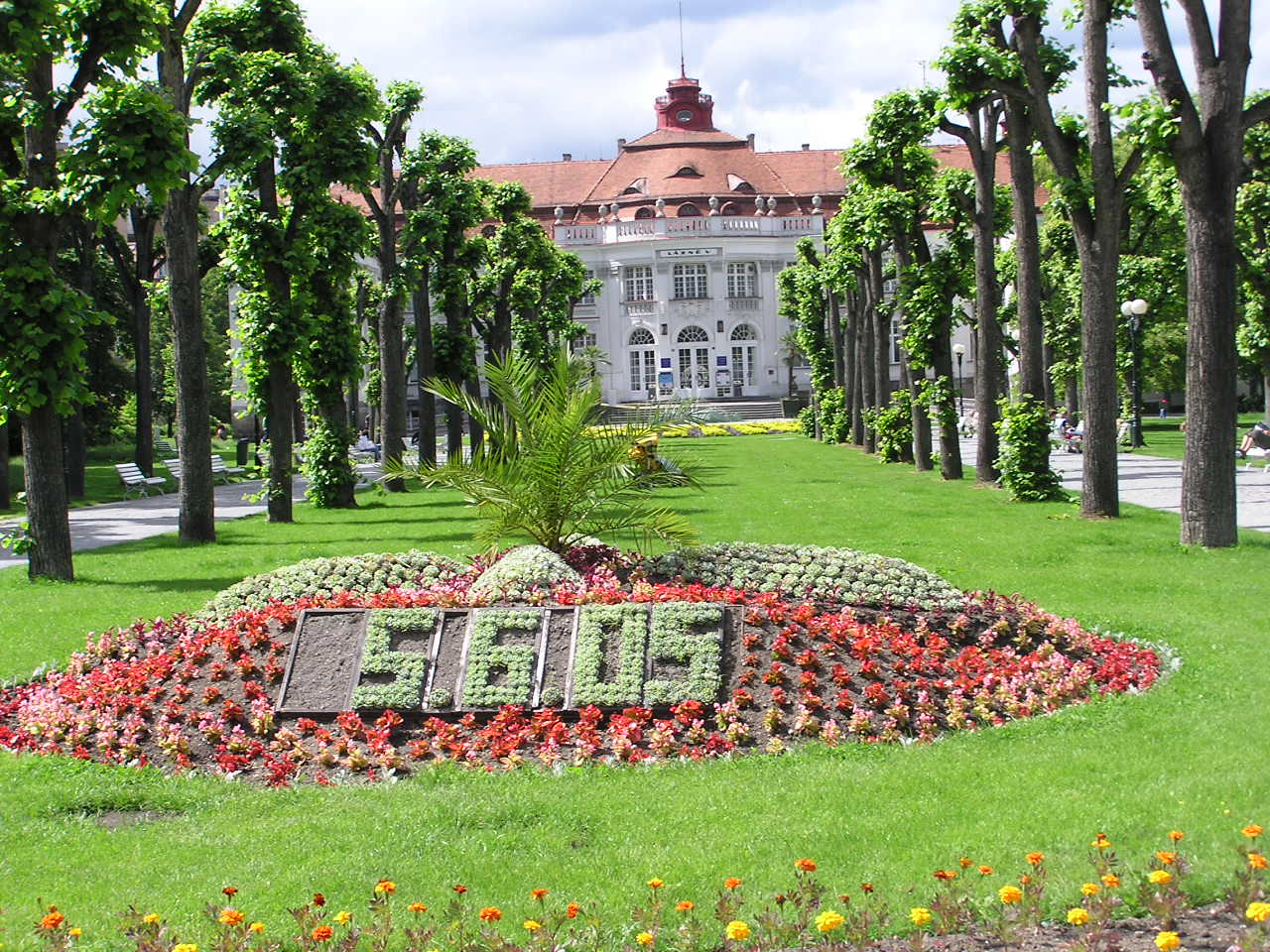
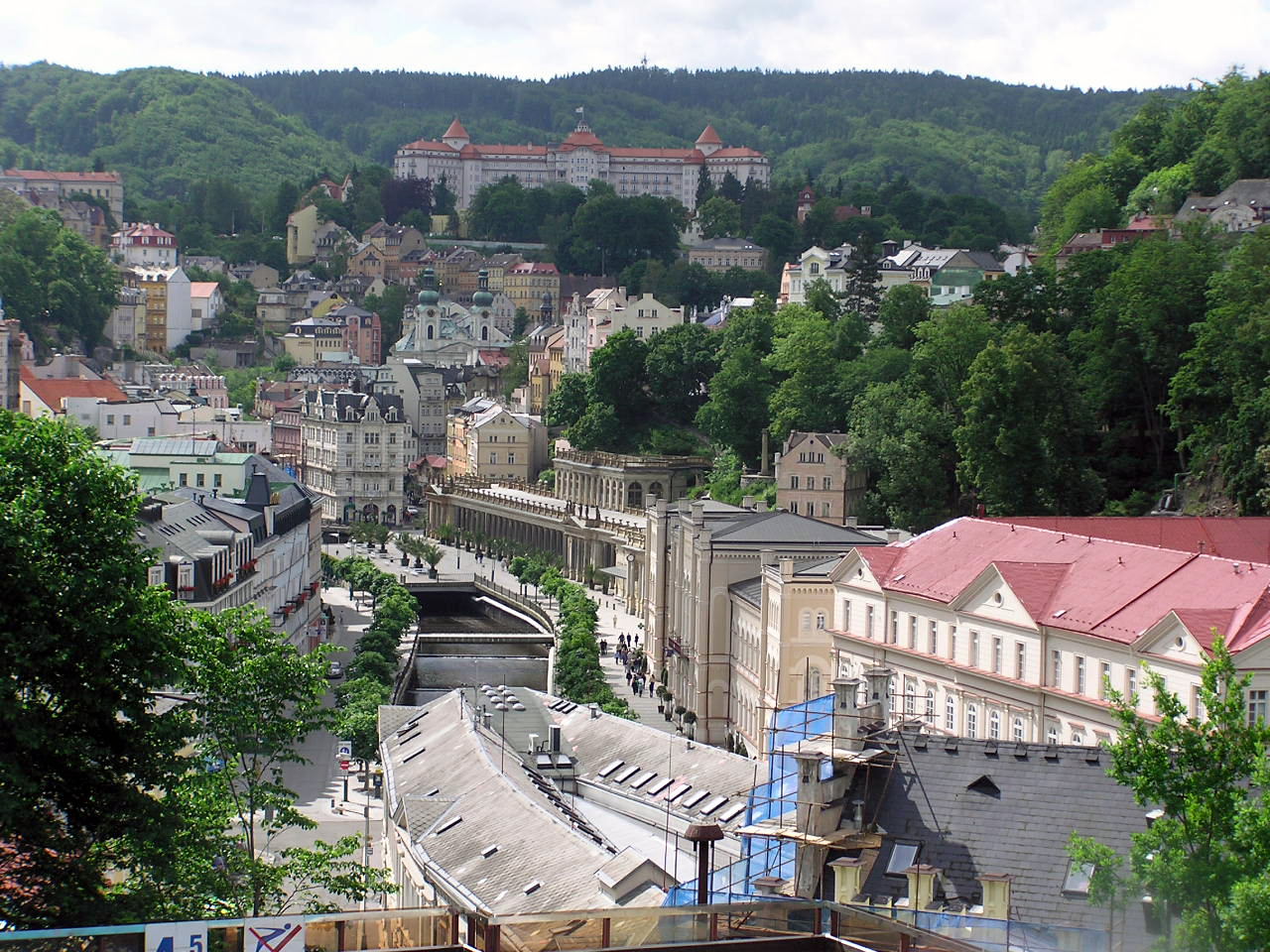
Вид с верхней террасы гостиницы Термал
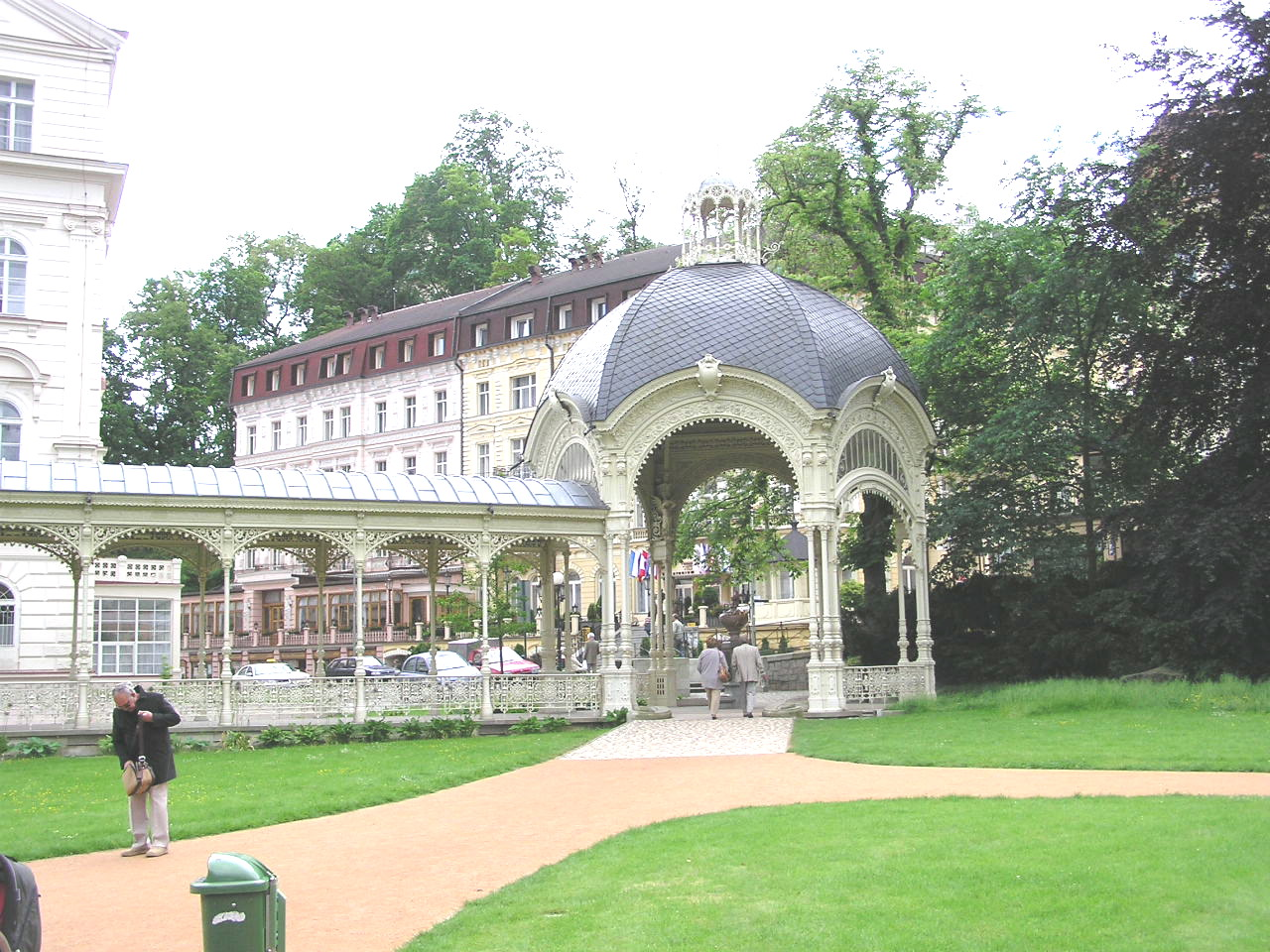
Садовая колоннада с источником Змеиный
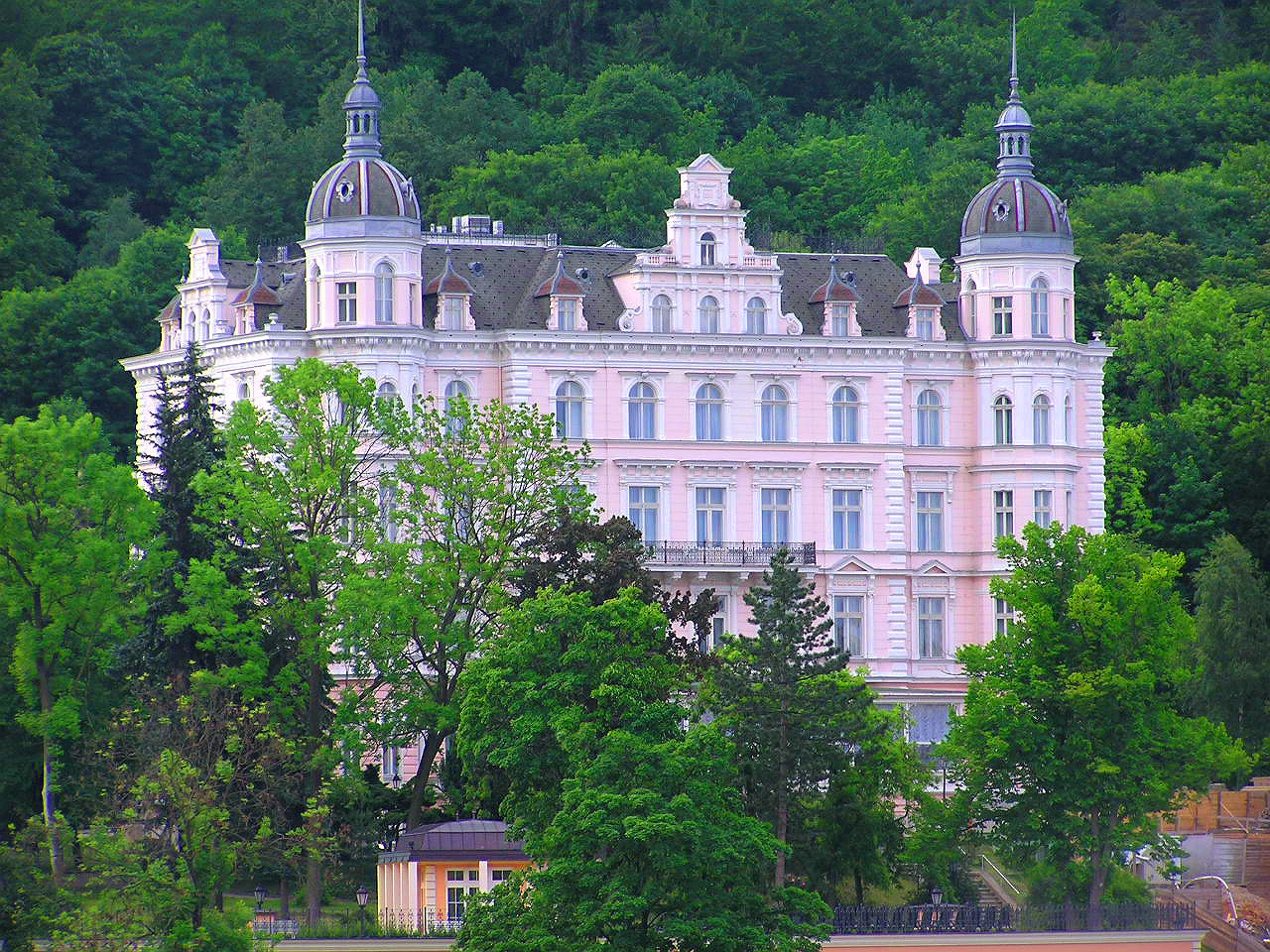
Гостиница Бристоль
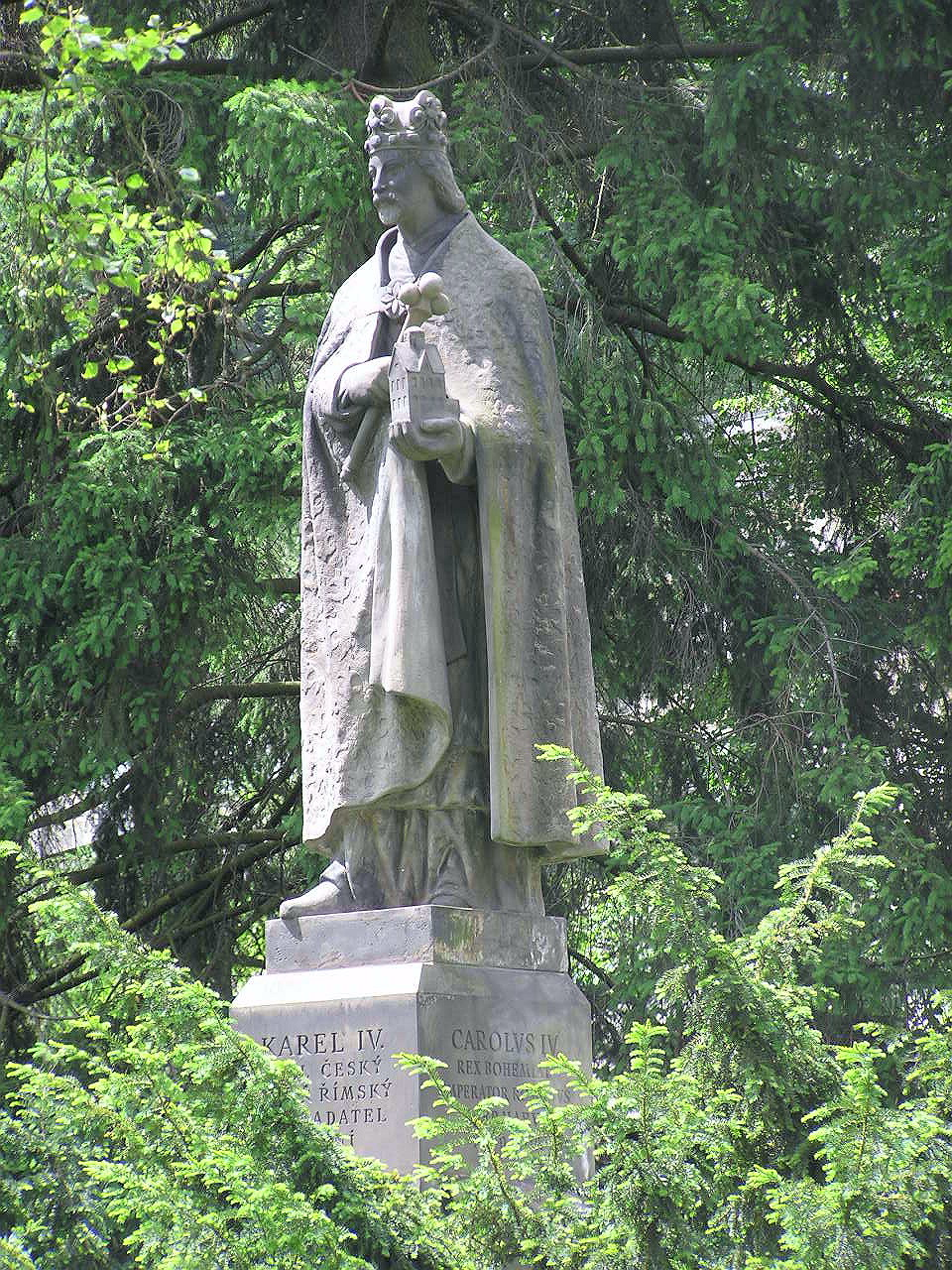
Памятник королю Карлу IV
Гейзерная колоннада
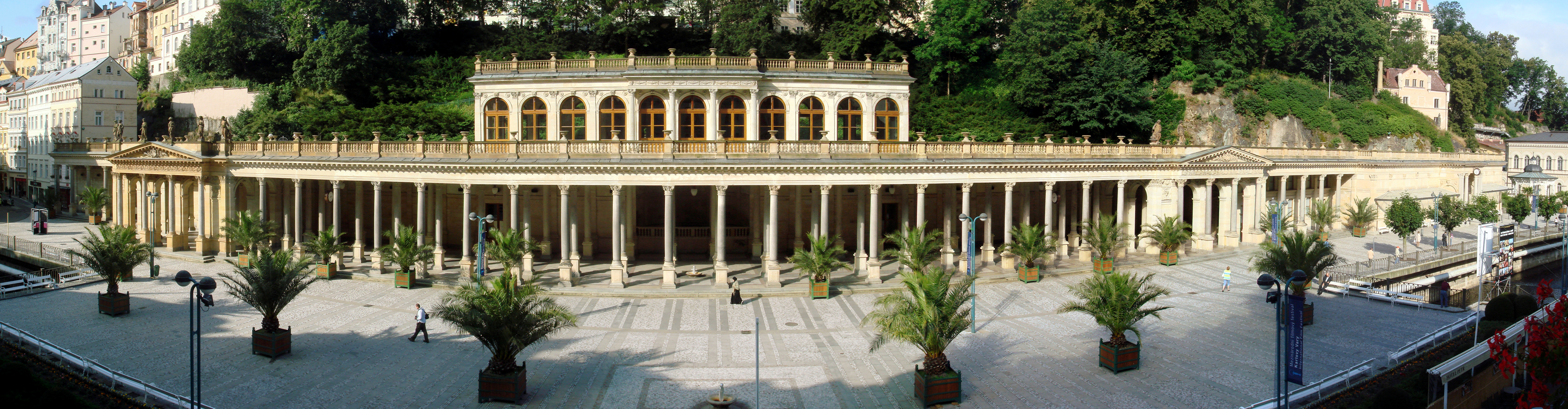
Панорама Мельничной колоннады
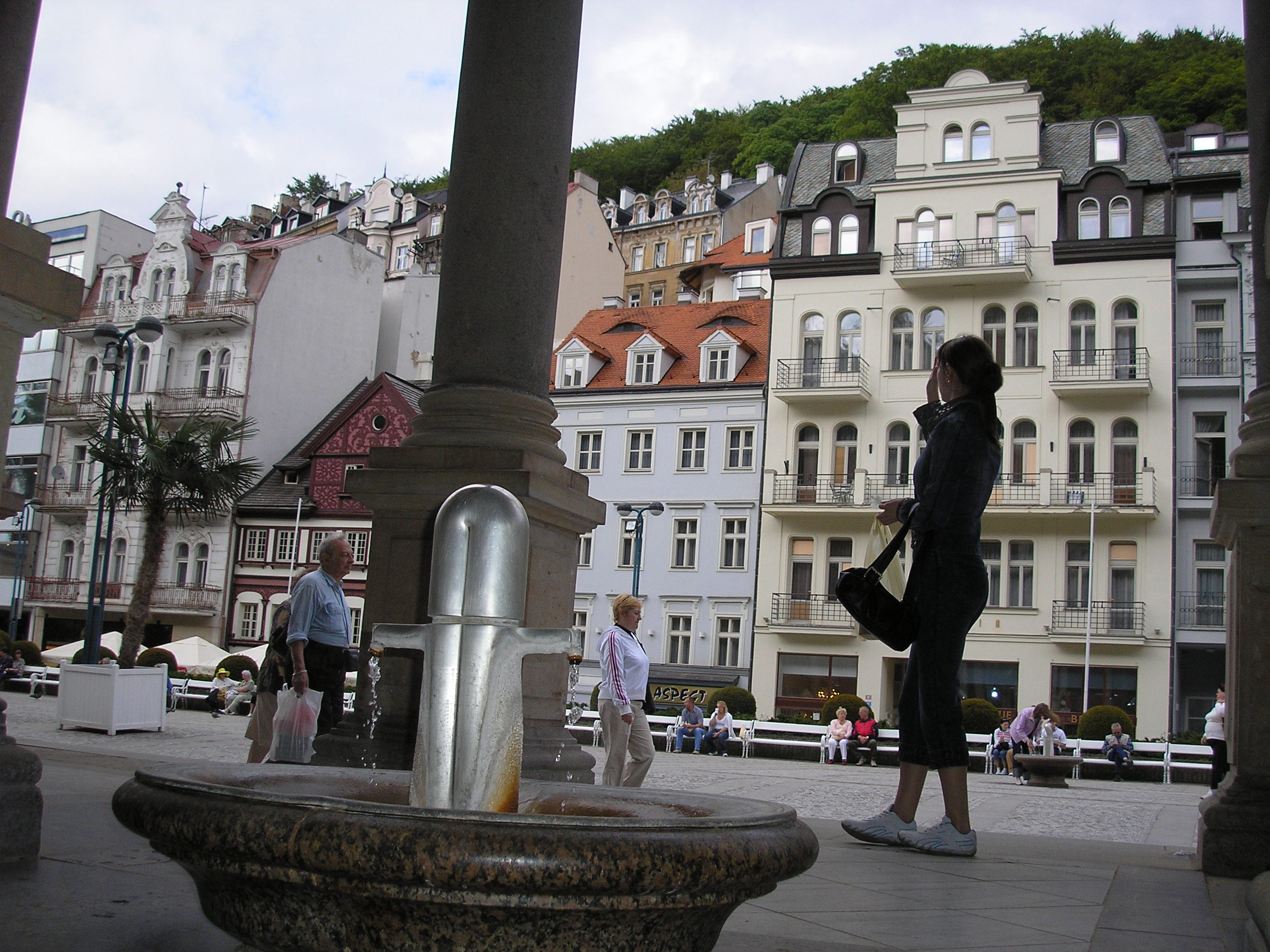
Одна из центральных улиц Карловых Вар
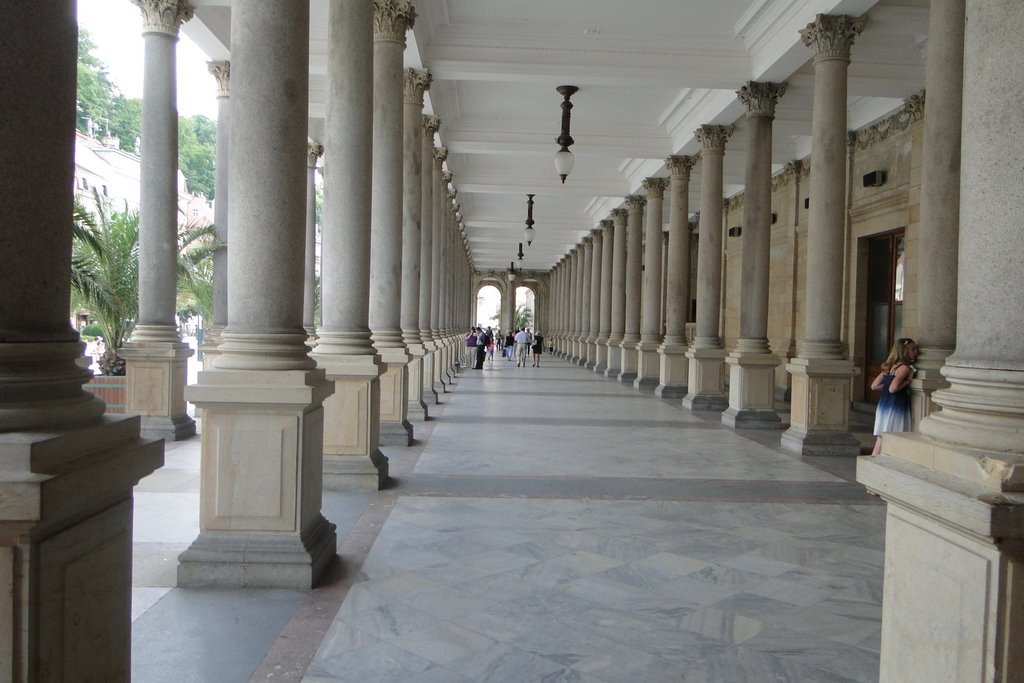
Здесь можно попить минеральной воды
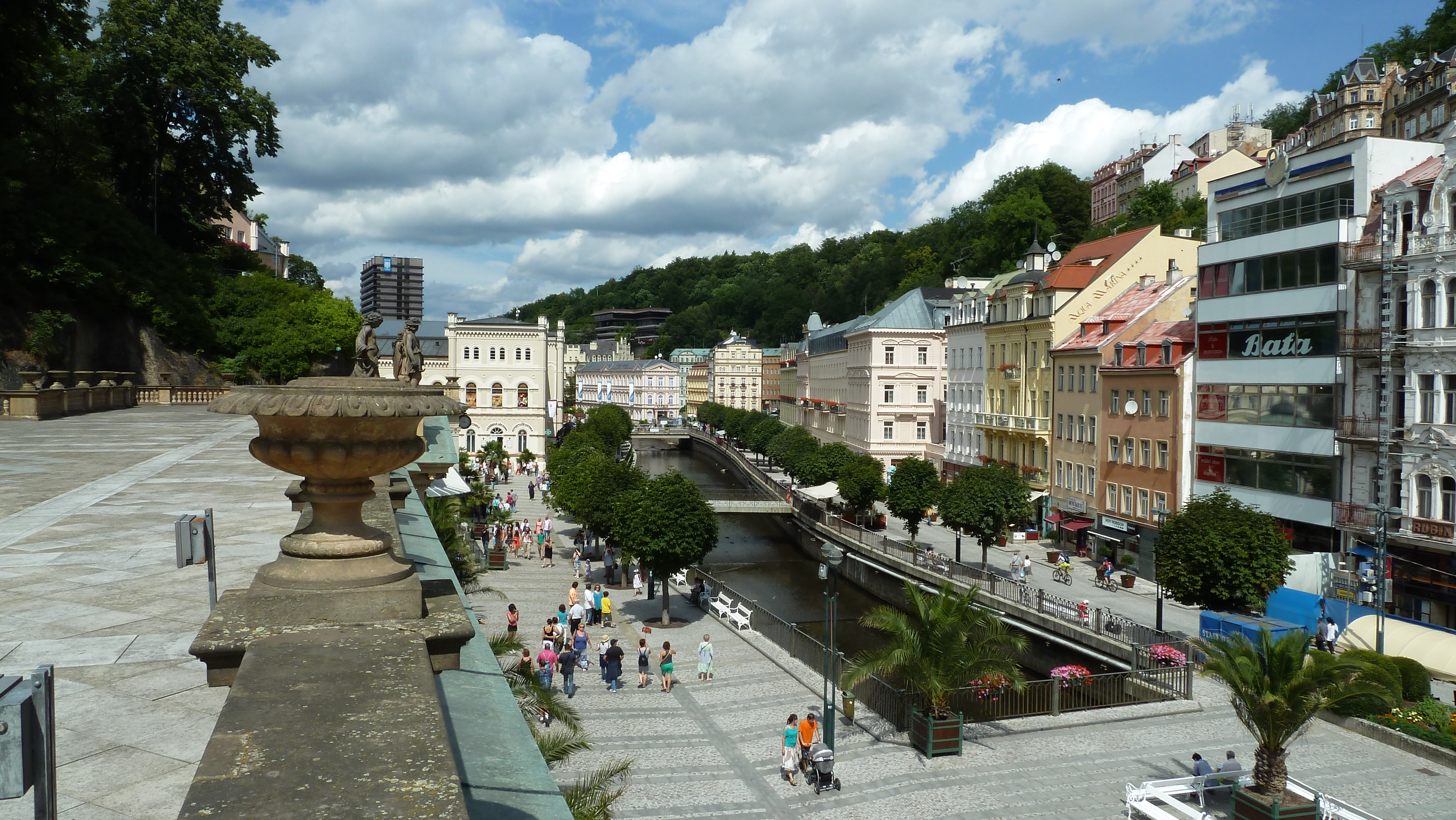
Карловы Вары, вид с каменной (Млынской) колоннады